# Костел Різдва Пресвятої Богородиці (Стрий)
Костел Різдва Пресвятої Богородиці — культова споруда, діючий храм Римсько-католицької церкви в Україні в м. Стрий Львівської області. З 8 вересня 1995 року Санктуарій Матері Божої Покровительки Людських Надій.

## Історія
Виникнення Римсько-католицької парафії у Стрию пов'язане із польським завоюванням Галичини у середині XIV століття. Відомості про римо-католицьку парафію у Стрию походять із 1396 р., її засновником вважають короля Казимира III (1310—1370)[джерело?].
Парафіяльний костел Різдва Пресвятої Богородиці був збудований у 1425 році, і пережив чимало важких і болючих хвиль. Такими були для нього, без сумніву, пожежі. Перша, котра знищила костел і пів міста, вибухнула у 1604 році.
Як пишуть парафіяльні хроніки, завдяки багатим пожертвам міщан було відбудовано костел вже в 1640 році. Його було значно збільшено, а у фронтоні побудовано вежу тієї ж ширини, що й костел. У листопаді 1827 року вибухнула друга пожежа, котра з надзвичайною швидкістю огорнула значну частину міста, разом з костелом і плебанею. Спалахнув дах на вежі і на костелі, дзвони сплавились, а найбільший зірвався і розбився. Середина костелу вціліла завдяки міцному даху. Храм був відреставрований зусиллями пароха о. Франциска Рогачевського.
Але насправді найбільша і найтрагічніша в історії споруди пожежа відбулась 17 квітня 1886 року. Від жару і вогню впала вежа костелу, цілий інтер'єр був знищений, справжнім чудом можна вважати те, що вціліла фігура Розіп'ятого Христа, розташована у бічному вівтарі. В полум'ї загинув також образ Різдва Божої Матері.
Реставрація та добудова храму, які проводились за пароха о. Людвіка Оллендера, завершились у 1891 році. Добудовано нове захристя, значно розширено наву, і побудовано нову вежу, на якій встановили 3 нових дзвони та годинник.
На місці старого дерев'яного вівтаря збудовано новий, алебастровий, до котрого вміщено образ Найсвятішої матері на троні в оточенні святих патронів, намальований в 1888 році краківським художником Флоріаном Цинком. Вироблено нову, алебастрову хрестильницю. Збудовано також чотири бічні вівтарі, в одному з них знаходиться скульптура Розіп'ятого Христа, вціліла в пожежі. У 1894 р. костел освятив львівський єпископ-помічник Йоан Пузина.
Велика пожежа міста 17 квітня 1886 р. цілком знищила оздоблення костелу, при цьому згорів і орган. На внески громади відразу розпочали відбудовувати та відновлювати оздоблення храму, які закінчили у 1891 році. На кошти околичних мешканців був справлений вітраж, а у складчину парафіяни закупили орган та дзвони (запис 1907 р.в інвентарі від 1935 р.).
Парафія Стрий входила до складу Перемишльської дієцезії (з 1396 р. два роки перебувала у складі Галицької архідієцезії). У 1594 р. Стрий увійшов до Самбірського деканату, і лише 1787 року остаточно перейшов під юрисдикцію Львівських архієпископів у складі Галицького деканату. На початку XIX ст. Стрий став осередком деканату, а стрийська парафія у 1885 р. нараховувала майже 4 тисячі вірних з міста і двох з половиною десятків сіл.
Костел у Стрию є одним із тих храмів, що не залишився закритим після 1939 року у війні з вірою і релігією, в котрій Діві Марії беззупинно віддавали честь її вірні діти.
8 вересня 1995 року храм був проголошений Санктуарієм Матері Божої Покровительки Людських Надій. 26.06.01 Святіший Отець Йоан Павло II, перебуваючи в Україні з Апостольським візитом, освятив у Львові корону Матері Божої Стрийської, а 9 вересня 2001 року Львівський митрополит кардинал Мар'ян Яворський коронував цей образ. Нині до складу парафії входить, окрім Стрия, ще й Сколе.

## Орган
Ймовірно на межі XVI і XVII ст. з'явився у костелі орган. Перша документальна згадка про нього припадає на 1620 рік, але невдовзі святиня знову була сильно пошкоджена татарами: горіли дахи, два вівтарі, та орган.

Інвентарний опис костелу за 1743 рік відзначає: 
|  | Хори дерев'яні на чотирьох стовпах дерев'яних, помальованих в чорне […] орган добрий, але дуже забруднений, помальований у червоне, на вісім голосів, міхів старих, поклеєних два |

.
Після останньої великої пожежі був встановлений орган фірми «Gebruder Rieger», ор. 426. проспект органа дерев'яний, різьблений, з золоченими профілями та елементами орнаменту. Орган ідеально, як по висоті, так і по ширині, вписується в розміри простінків на хорах і складений з двох трьохосьових сегментів з широким просвітом, відкритим на вікно у західній стіні костьолу, в якому відкривається вітраж.
Орган має два мануали по 54 клавіші і педаль на 27 клавіш. В 16 регістрах органа задіяно 864 труби. Трактури регістрів, мануалів та педалі — механічні. Два 16-ти футових регістра, сім 8-ми футових, п'ять 4-х футових і дві мікстури лабіальних труб утворюють густе звучання, характерне для костьольних органів. Інструмент розстроєний і звук більше нагадує велику фісгармонію.

## Молитва до стрийської Богородиці
Молитва польською мовою до стрийської Богородиці: 
|  | "Matko nasza, Pani Stryjska, Piastunko ludzkich nadziei, w tajemnicy Twojego narodzenia, przez które światlo Nadziei rozblyslo na tym świecie, bądź Opiekunką i Królową naszą, naszych rodzin i calego Kościola świętego, bądź nam latarnią oświecającą drogę do Twego Syna, podtrzymuj slabych, upadających podźwignij, chorych ulecz, a nam wszystkim uproś laskę wytrwania w Twojej sluźbie. Amen.". |

## Цікаві факти
У 1967 році в цьому костелі проходили знімання радянського трисерійного художнього фільму «Майор Вихор»(рос. Майор Вихрь).

## Галерея

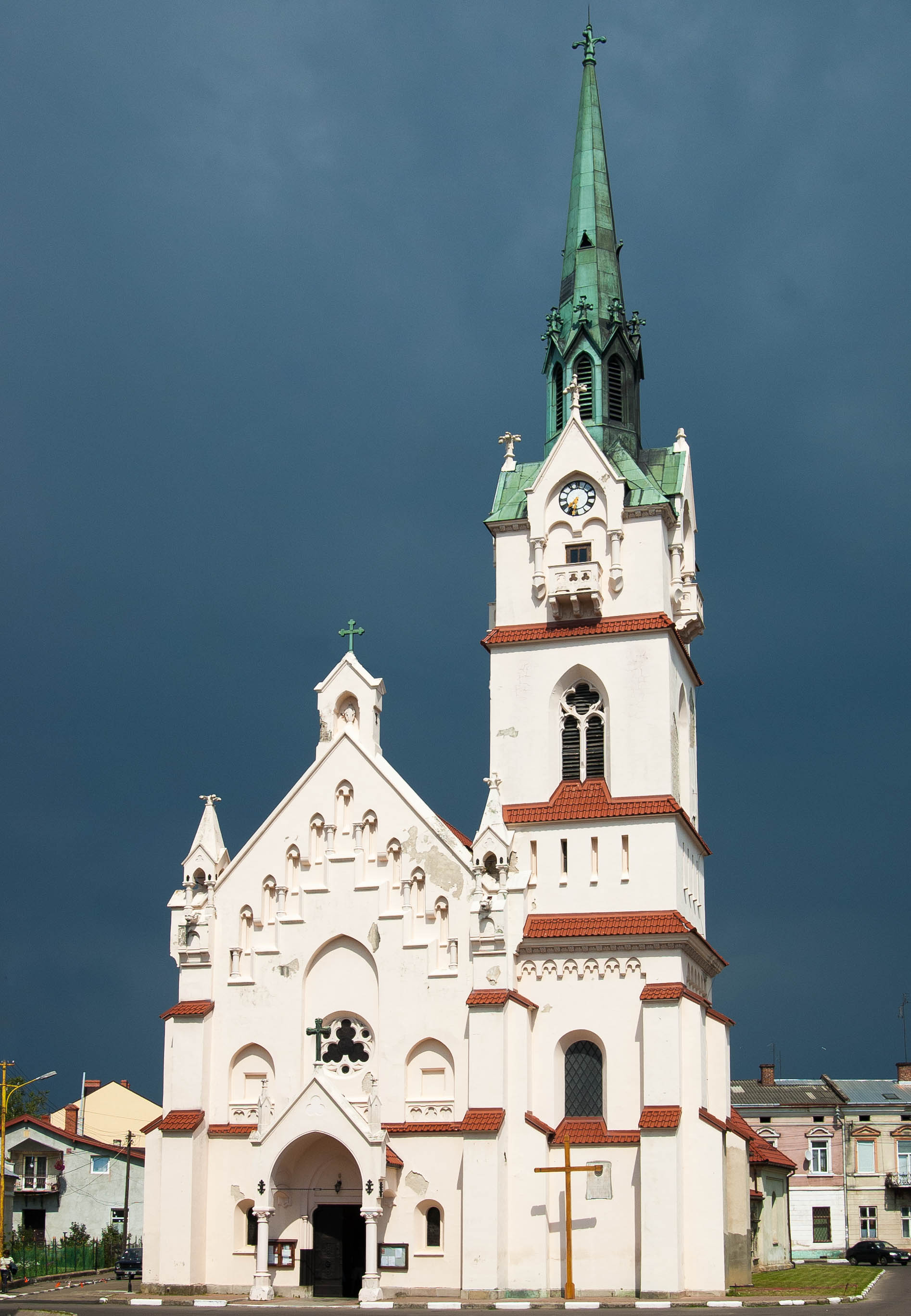
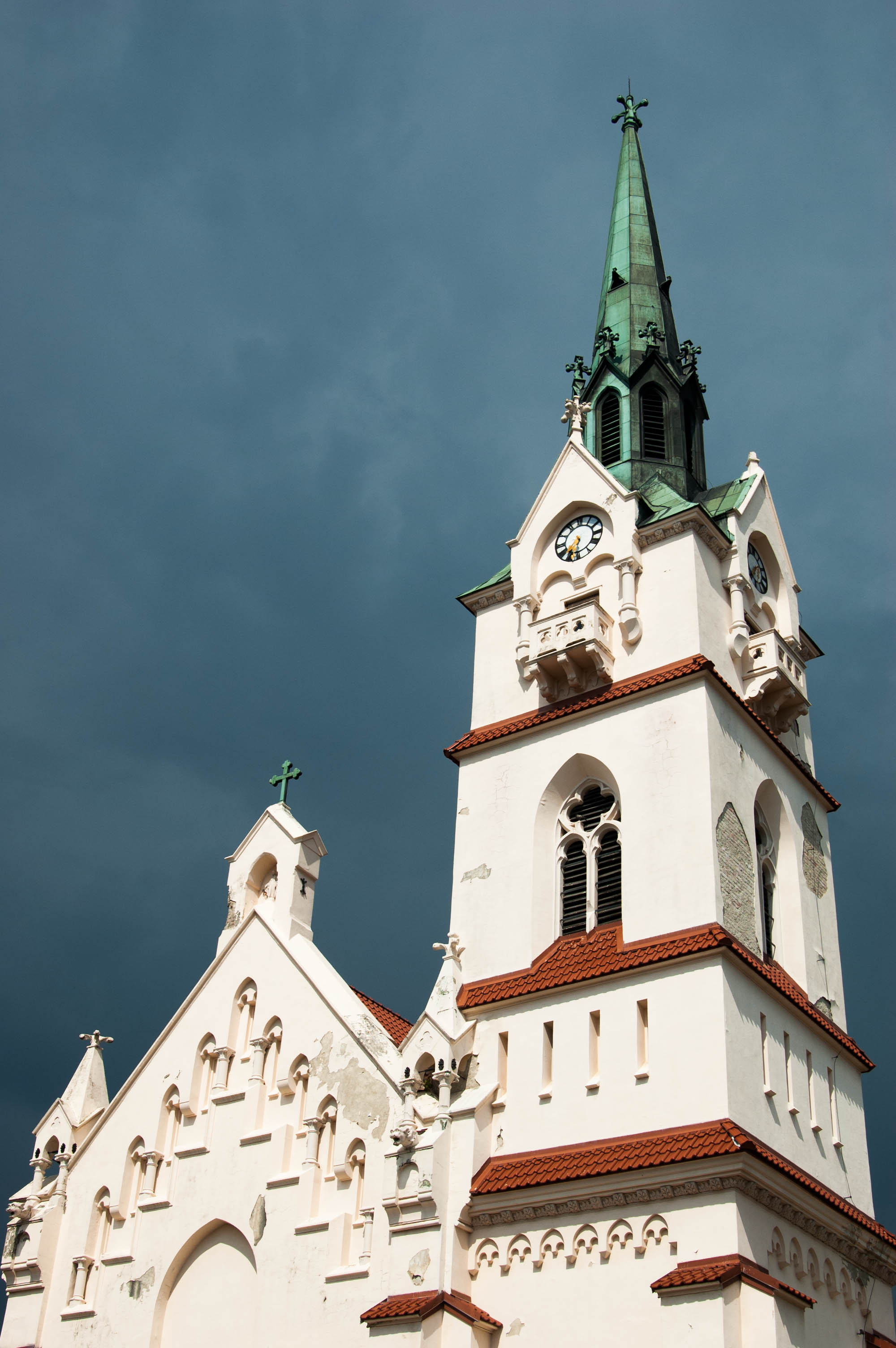
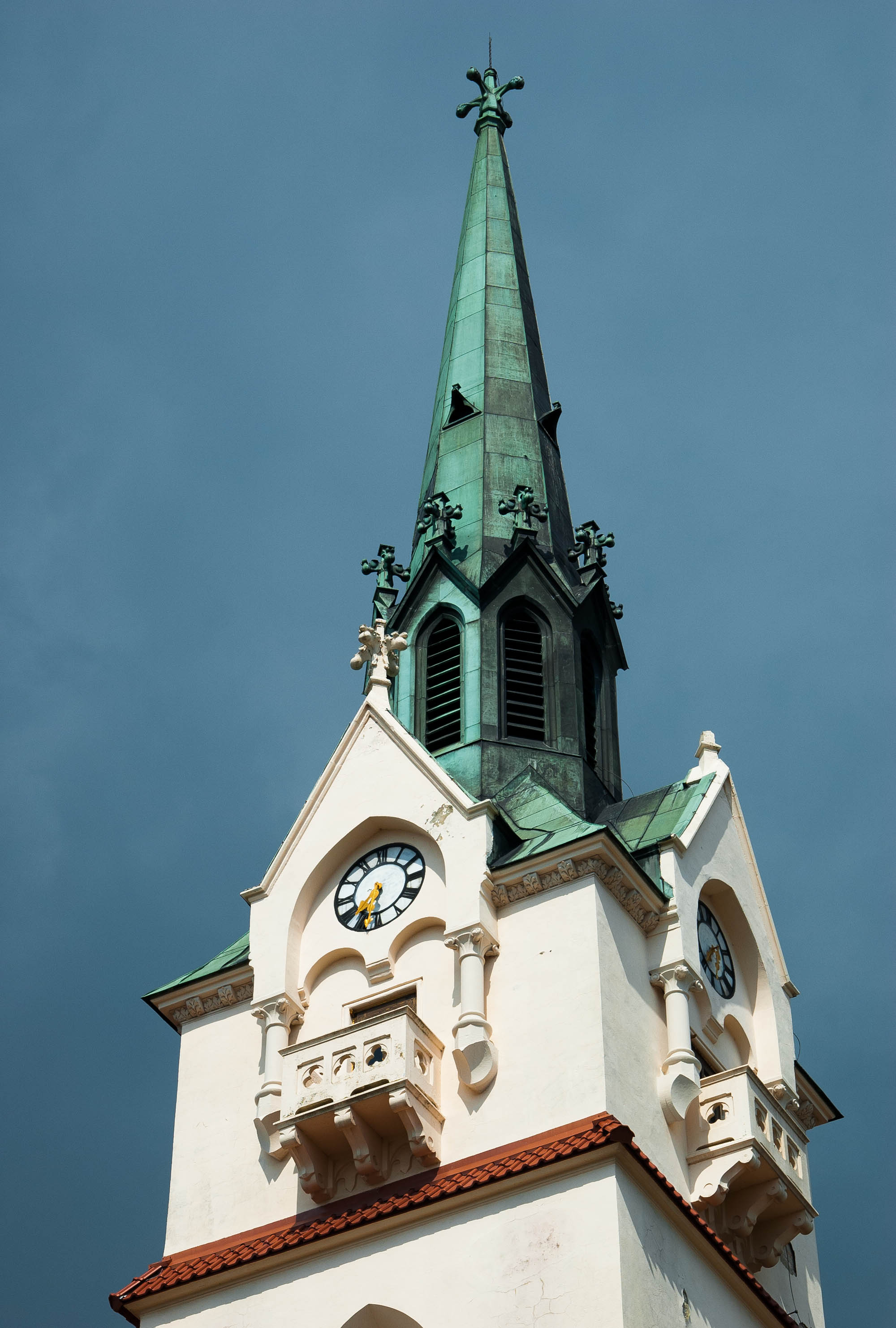
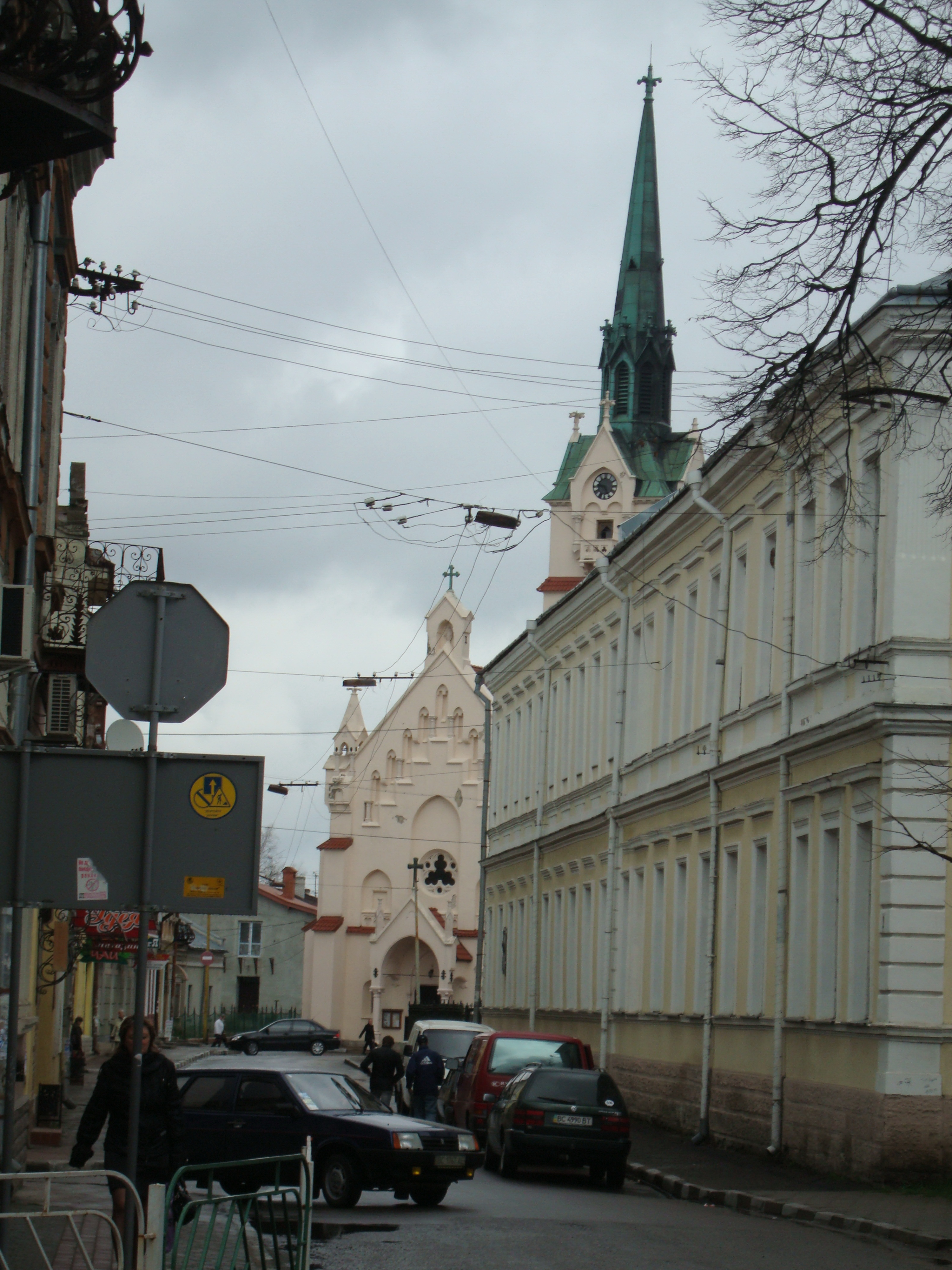
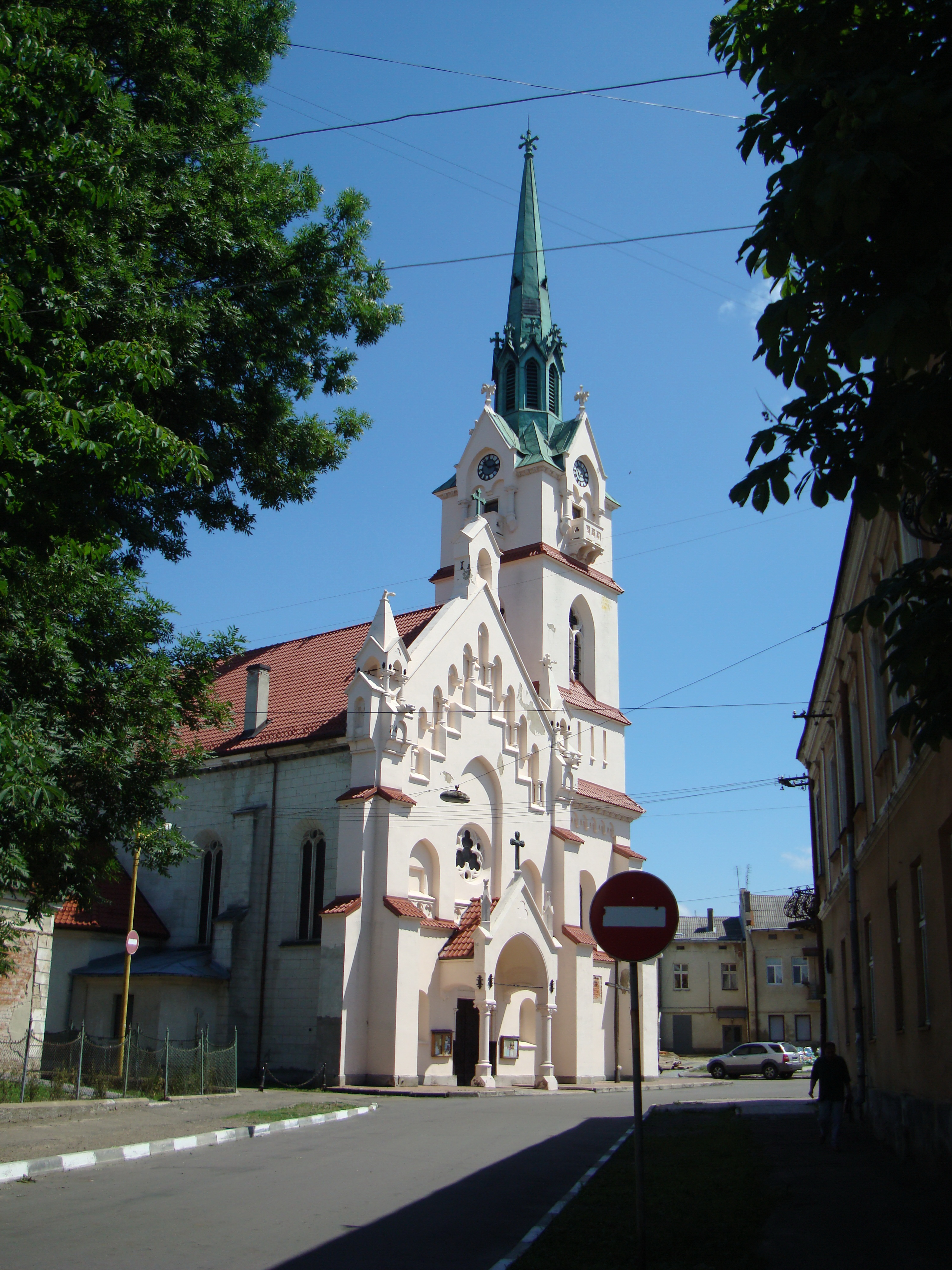
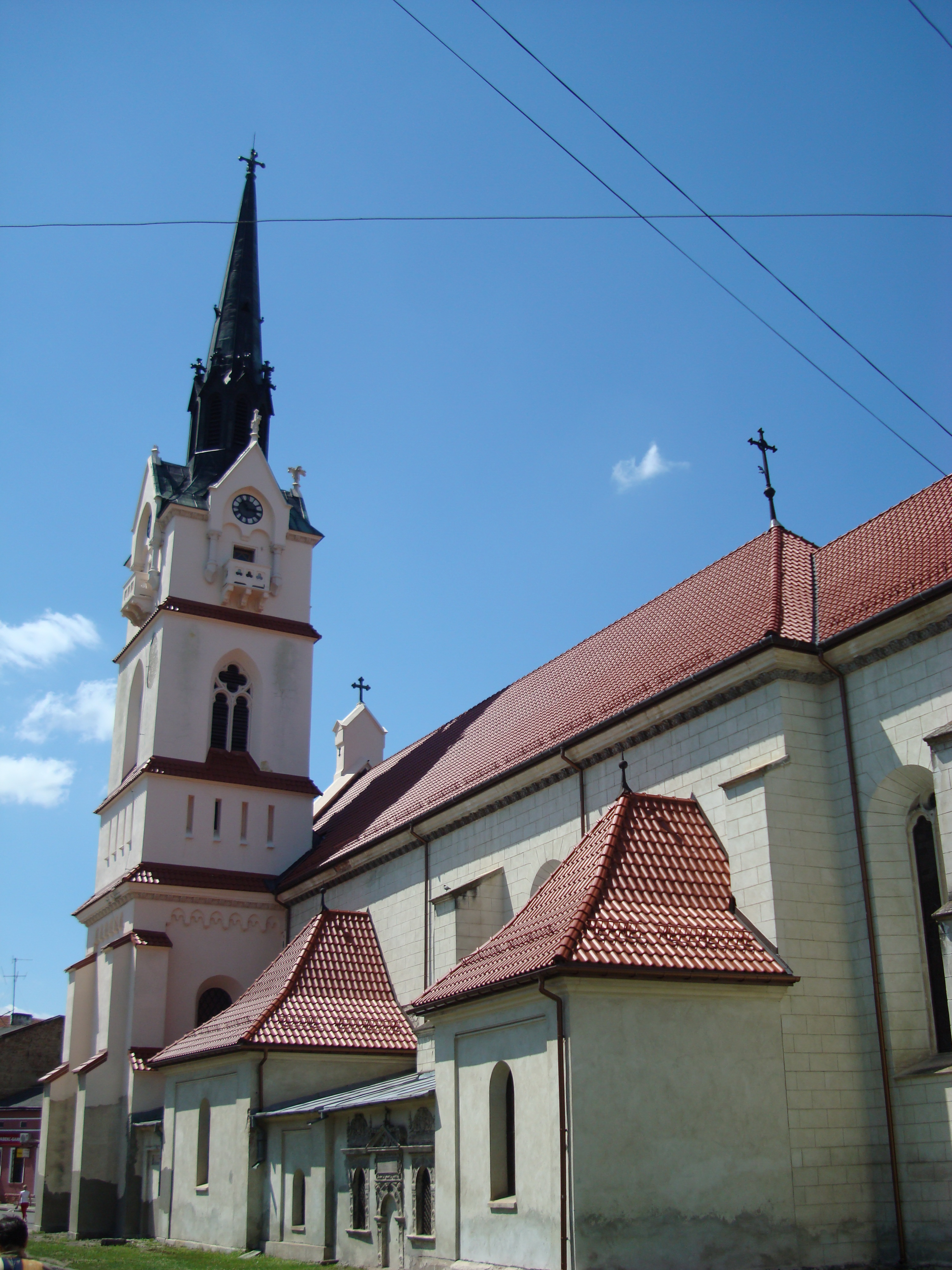
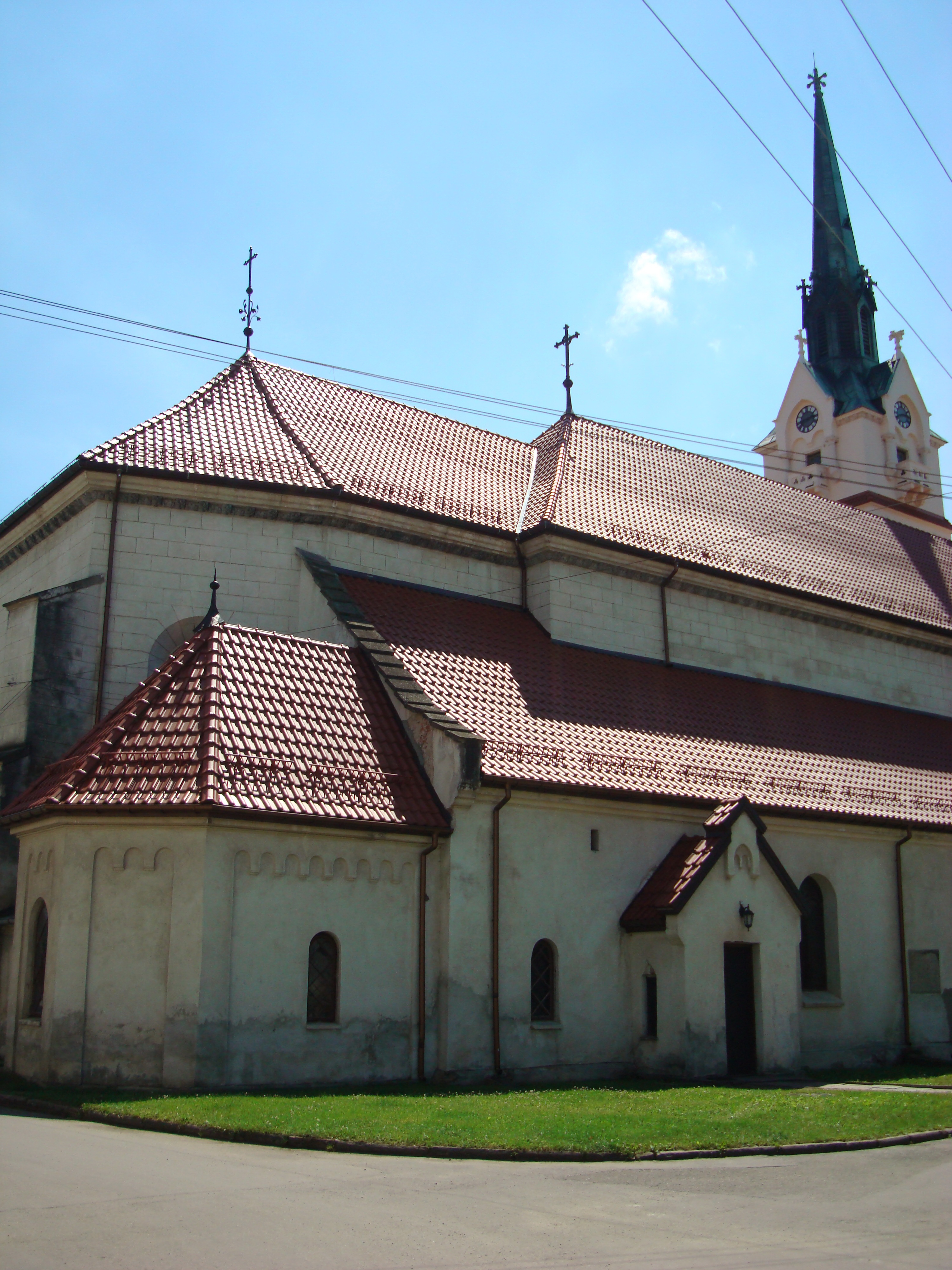
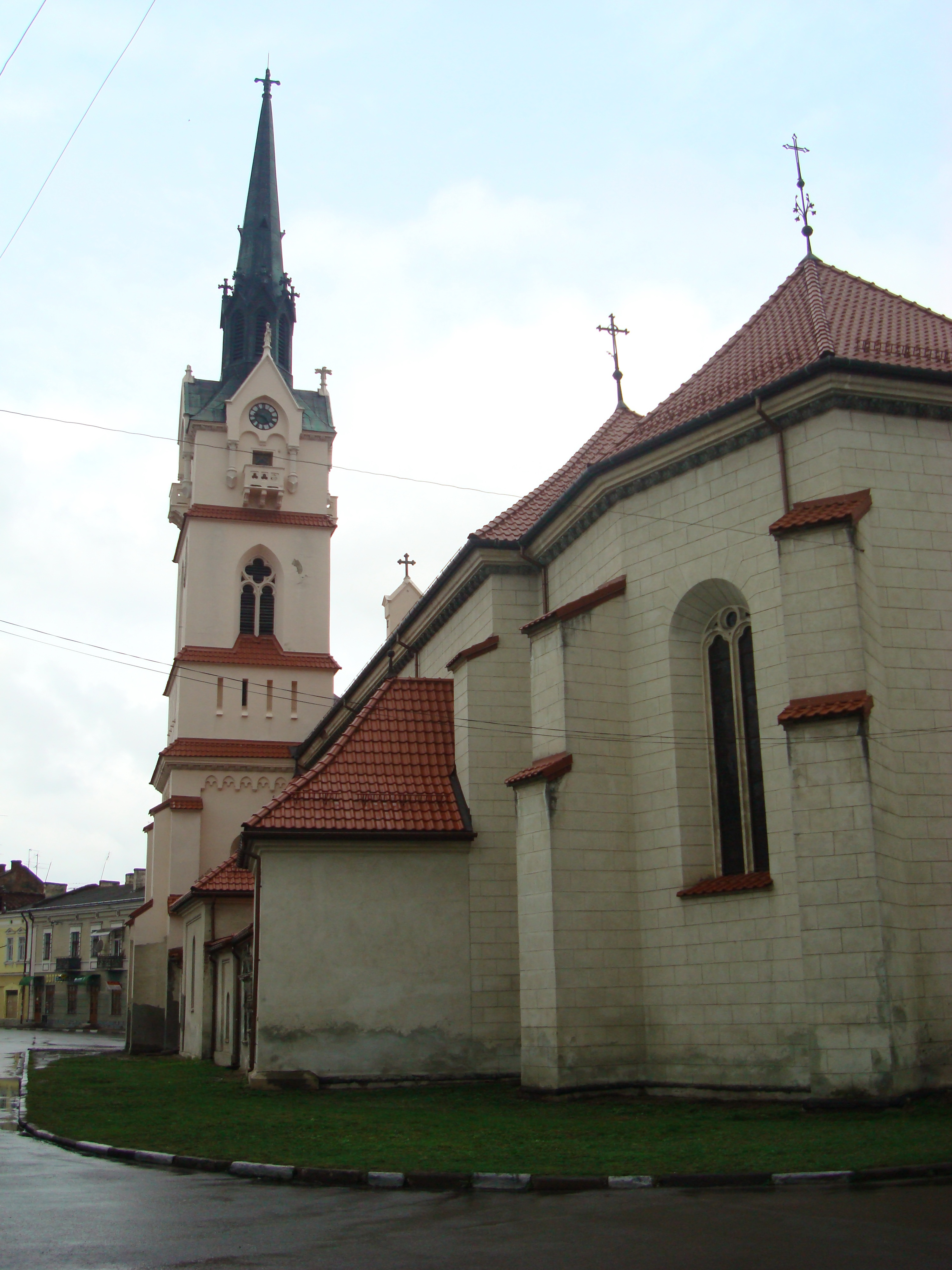
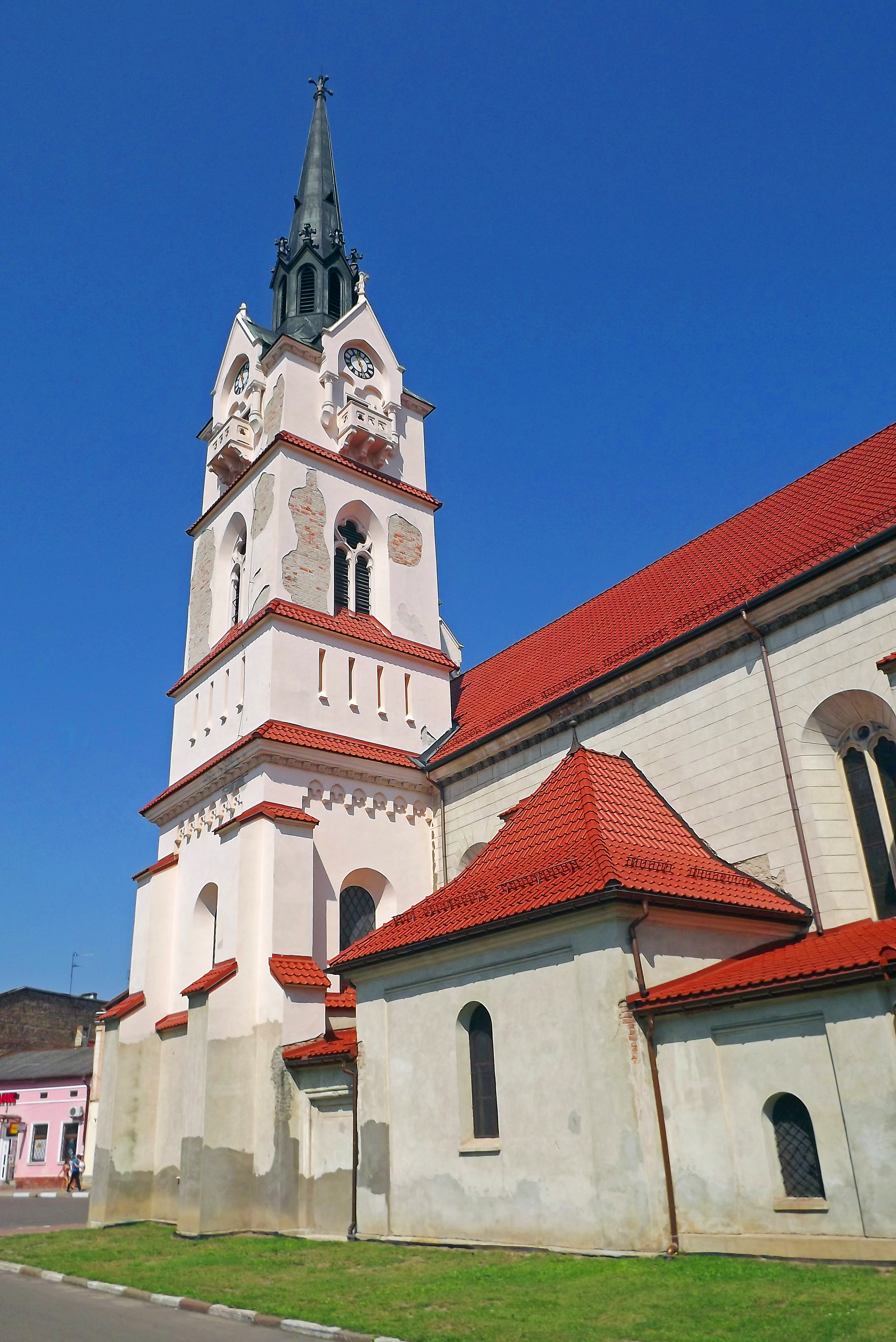
Загальний вигляд костелу
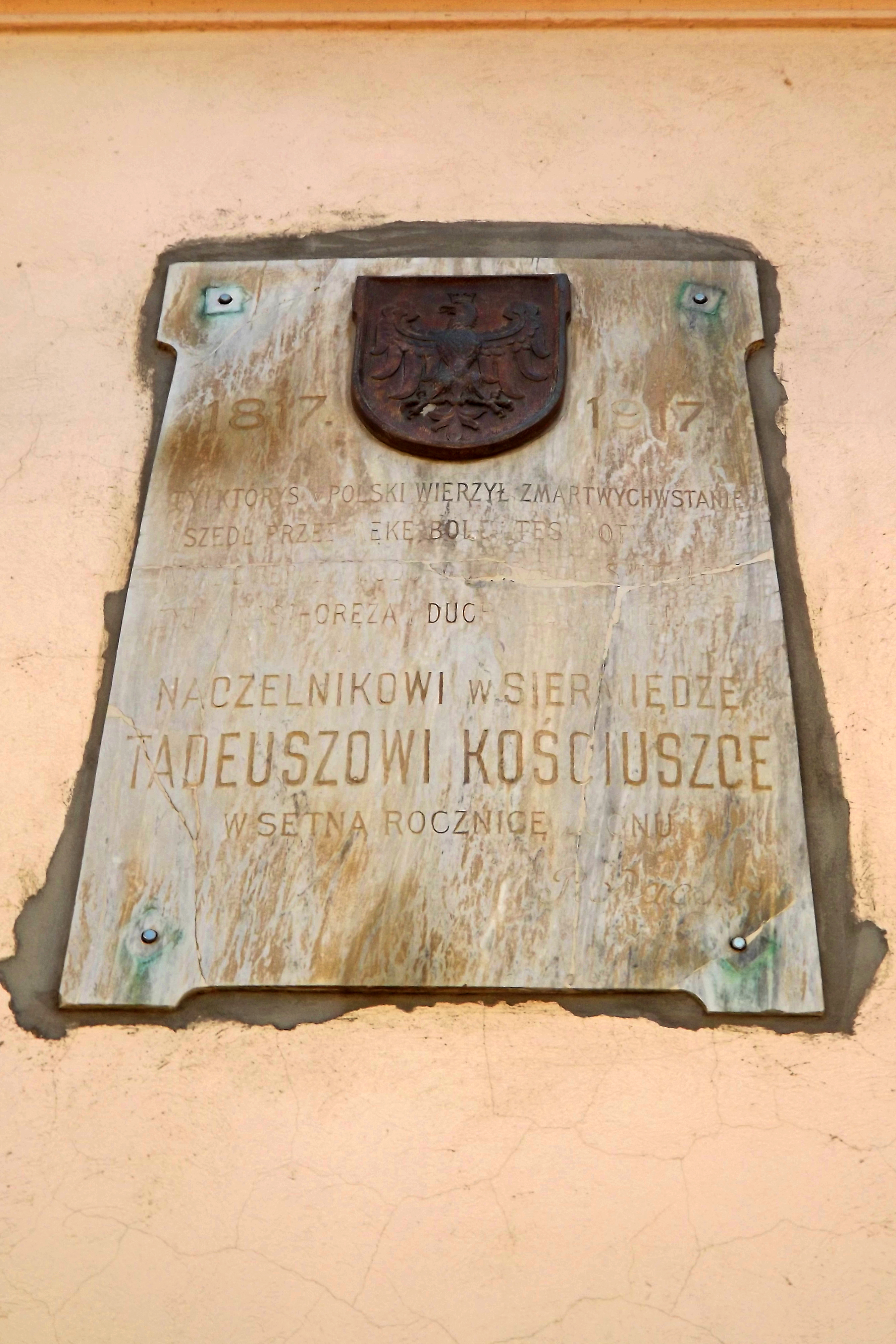
Меморіальна дошка Тадеушу Костюшко
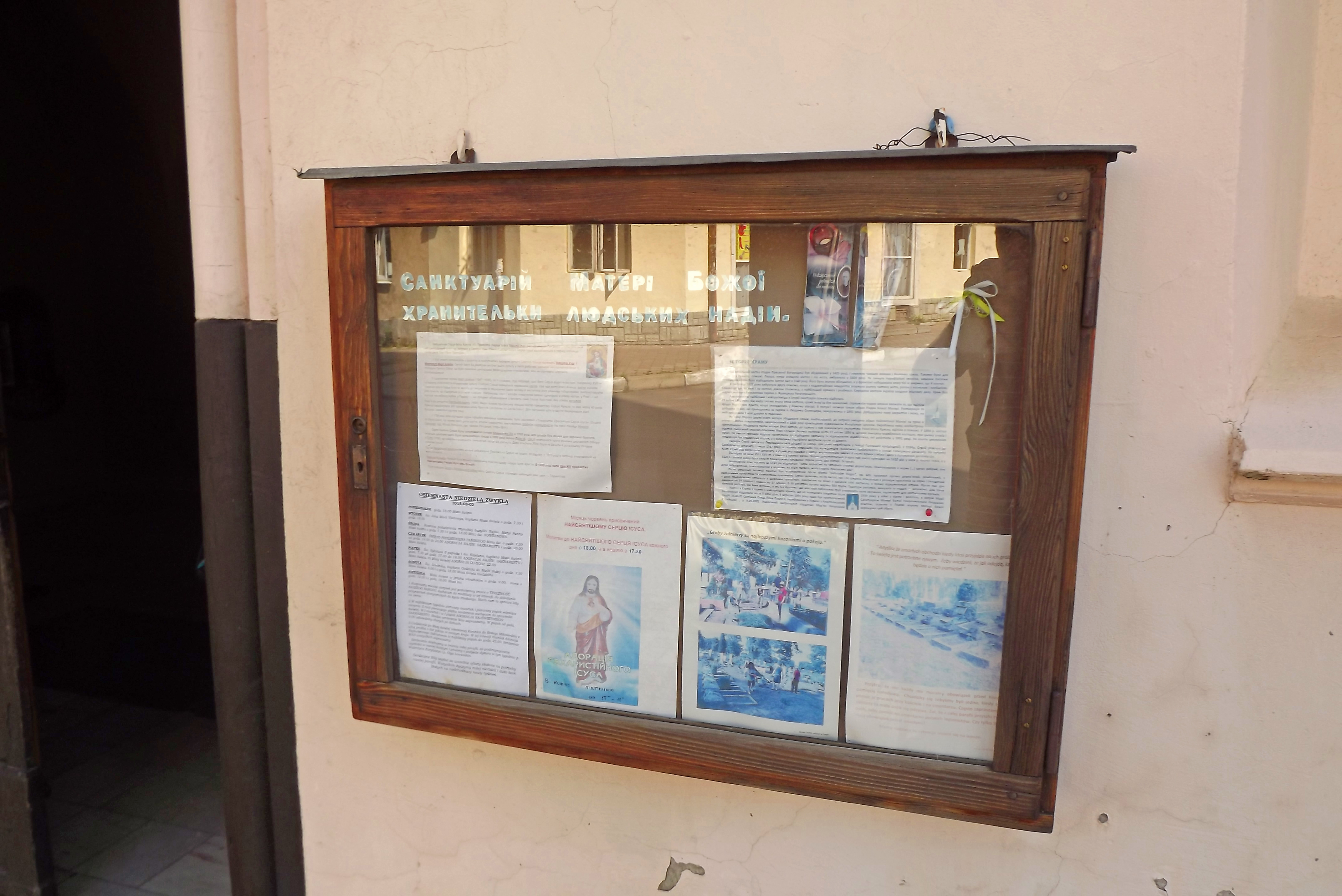
Інформаційний щит